# Blai Bonet
Pour les articles homonymes, voir Bonet.
Blai Bonet i Rigo, né le 10 décembre 1926 à Santanyí (Majorque) et mort dans la même ville le 21 décembre 1997 , est un poète et écrivain majorquin.
Il est notamment l'auteur du livre La Mer publié en 1958 en catalan sous la dictature franquiste.

## Biographie
Il entre au séminaire de Palma à l'âge de dix ans afin de commencer ses études ecclésiastiques. En 1947, il souffre d'une forme grave de tuberculose pulmonaire qui le force à quitter le séminaire et marque autant sa vie personnelle que littéraire. Cette maladie le fait interner pendant un temps au sanatorium Caubet de Bunyola (aujourd'hui Hôpital Joan March), où il commence à écrire le roman El mar (La mer). Cet ouvrage obtient le Prix Joanot Martorell en 1957 et est adapté au cinéma en 2000 par Agustí Villaronga.
Au sanatorium, il commence aussi à écrire ses deux recueils de poèmes : Quatre poèmes de setmana santa (1950) et Entre el coral i l'espiga (1952).
Il reçoit la Croix de Saint-Georges de la Generalitat de Catalunya en 1990 et le Prix Ramon Llull du Gouvernement des Îles Baléares en 1998.

## Poésie
- Quatre poèmes de Setmana Santa (1950)
- Entre el coral i l'espiga (1952)
- Cant espiritual (1953, Premi Óssa menor)
- Comèdia (1968, Prix de la Critique 1969)
- L'Evangeli segons un de tants (1967, Prix Carles Riba 1965)
- Els fets (1974)
- Has vist, algun cop, Jordi Bonet, Ca n'Amat a l'ombra? (1976)
- Cant de l'arc (1979)
- El poder i la verdor (1981)
- Teatre del gran verd (1983)
- El jove (1987, Prix Lletra d'Or 1988 et Premi Nacional de la Crítica i de Poesia de la Generalitat de Catalunya)
- Nova York (1991, Prix Ciutat de Barcelona 1992)
- Sonets (2000)

## Narrative
- El mar (1958) - Prix Joanot Martorell 1956
- Haceldama (1959)
- Judes i la primavera (1963) - Premi Ciutat de Barcelona
- Míster Evasió (1969)
- Si jo fos fuster i tu et diguessis Maria (1972)

## Diétaires
- Els ulls
- La mirada
- Pere Pau
- La motivació i el film

## Théâtre
- 1957 : Parasceve[2], finaliste du prix Joan Santamaria de 1957, représentée la même année au théâtre CAPSA sous la direction de Jordi Sarsanedas, jouée par le comédien Josep Maria Flotats[3].

## Postérité
- Le film El mar, drame catalan, coécrit et réalisé par le cinéaste Agustí Villaronga, sorti en France en 2000, est adapté de son roman La Mer publié en 1958 sous la dictature franquiste[4].
- L'exposition Converses amb Blai Bonet i Picasso est présentée en 2023 à la Fondation Palau de Caldes d'Estrac[5].